# Eccellenza Toscana 2003-2004
Il campionato italiano di calcio di Eccellenza regionale 2003-2004 è stato il tredicesimo organizzato in Italia. Rappresenta il sesto livello del calcio italiano.
Questi sono i gironi organizzati dal comitato regionale della regione Toscana.

## Girone A

### Squadre partecipanti
| Squadra                       | Città                    |
| ----------------------------- | ------------------------ |
| A.S.D. Camaiore Calcio        | Camaiore (LU)            |
| A.S. Cecina                   | Cecina (LI)              |
| S.C. Cerretese                | Cerreto Guidi (FI)       |
| Forcoli                       | Palaia (PI)              |
| U.S. Forte dei Marmi          | Forte dei Marmi (LU)     |
| U.S. Galleno Calcio           | Fucecchio (FI)           |
| F.C. Marina La Portuale       | Carrara (MS)             |
| U.S. Massetana                | Massa Marittima (GR)     |
| A.C. Montemurlo A.S.D.        | Montemurlo (PO)          |
| Orlando Guasticce             | Collesalvetti            |
| Pontedelgiglio Sant'Alessio   | Lucca (LU)               |
| U.S. Pontedera 1912           | Pontedera (PI)           |
| G.S. P.A. Pontremolese A.S.D. | Pontremoli (MS)          |
| G.S.D. Rosignano Sei Rose     | Rosignano Marittimo (LI) |
| Tuttocuoio                    | San Miniato              |
| Pol. Uzzanese                 | Uzzano (PT)              |
| A.C. Viareggio                | Viareggio (LU)           |

### Classifica finale
|  | Pos. | Squadra                     | Pt | G  | V  | N  | P  | GF | GS | DR  |
|  | ---- | --------------------------- | -- | -- | -- | -- | -- | -- | -- | --- |
|  | 1.   | Cecina                      | 67 | 32 | 20 | 7  | 5  | 57 | 25 | +32 |
|  | 2.   | Pontedera                   | 61 | 32 | 16 | 13 | 3  | 56 | 29 | +27 |
|  | 3.   | Forcoli                     | 57 | 32 | 15 | 12 | 5  | 51 | 31 | +20 |
|  | 4.   | Camaiore                    | 52 | 32 | 14 | 10 | 8  | 42 | 33 | +9  |
|  | 5.   | Pontedelgiglio Sant'Alessio | 51 | 32 | 14 | 9  | 9  | 46 | 34 | +12 |
|  | 6.   | F.C. Esperia Viareggio      | 51 | 32 | 13 | 12 | 7  | 44 | 30 | +14 |
|  | 7.   | Rosignano Sei Rose          | 48 | 32 | 13 | 9  | 10 | 45 | 39 | +6  |
|  | 8.   | Massetana                   | 46 | 32 | 11 | 13 | 8  | 40 | 32 | +8  |
|  | 9.   | Pontremolese                | 42 | 32 | 11 | 9  | 12 | 42 | 41 | +1  |
|  | 10.  | Fucecchio                   | 39 | 32 | 8  | 15 | 9  | 31 | 30 | +1  |
|  | 11.  | Forte dei Marmi             | 39 | 32 | 9  | 12 | 11 | 40 | 39 | +1  |
|  | 12.  | Cerretese                   | 36 | 32 | 8  | 12 | 12 | 36 | 52 | -16 |
|  | 13.  | Uzzanese                    | 35 | 32 | 7  | 14 | 11 | 29 | 40 | -11 |
|  | 14.  | Marina La Portuale          | 28 | 32 | 7  | 7  | 18 | 25 | 45 | -20 |
|  | 15.  | Orlando Guasticce           | 27 | 32 | 4  | 15 | 13 | 33 | 51 | -18 |
|  | 16.  | Tuttocuoio                  | 26 | 32 | 6  | 8  | 18 | 27 | 53 | -26 |
|  | 17.  | Galleno                     | 15 | 32 | 0  | 15 | 17 | 16 | 56 | -40 |

### Spareggi

#### Spareggio play-off
| Squadra 1                   | Risultato | Squadra 2 |
| --------------------------- | --------- | --------- |
| Pontedelgiglio Sant'Alessio | 3 - 2     | Viareggio |

| ??? 2004 | Pontedelgiglio Sant'Alessio | 3 – 2 | Viareggio |  |

#### Play-off

##### Semifinale
| Squadra 1                   | Totale | Squadra 2 | Andata | Ritorno |
| --------------------------- | ------ | --------- | ------ | ------- |
| Camaiore                    | 3 - 5  | Forcoli   | 1 - 1  | 2 - 4   |
| Pontedelgiglio Sant'Alessio | 3 - 4  | Pontedera | 1 - 2  | 2 - 2   |

andata
| ??? 2004 | Camaiore | 1 – 1 | Forcoli |  |

| ??? 2004 | Pontedelgiglio Sant'Alessio | 1 – 2 | Pontedera |  |

ritorno
| ??? 2004 | Forcoli | 4 – 2 | Camaiore |  |

| ??? 2004 | Pontedera | 2 – 2 | Pontedelgiglio Sant'Alessio |  |

##### Finale
| Squadra 1 | Risultato       | Squadra 2 |
| --------- | --------------- | --------- |
| Forcoli   | ? - ? (6-5 dcr) | Pontedera |

| ??? 2004                                     | Forcoli              | ? – ? (d.t.s.) | Pontedera |  |
| \| \| \| \| \| \| Tiri di rigore 6 – 5 \| \| |                      |                |           |  |
|                                              |                      |                |           |  |
|                                              | Tiri di rigore 6 – 5 |                |           |  |

#### Play-out
| Squadra 1         | Totale      | Squadra 2          | Andata | Ritorno |
| ----------------- | ----------- | ------------------ | ------ | ------- |
| Orlando Guasticce | 2 - 2 (gfc) | Marina La Portuale | 1 - 0  | 1 - 2   |
| Tuttocuoio        | 1 - 5       | Uzzanese           | 0 - 1  | 1 - 4   |

andata
| ??? 2004 | Orlando Guasticce | 1 – 0 | Marina La Portuale |  |

| ??? 2004 | Tuttocuoio | 0 – 1 | Uzzanese |  |

ritorno
| ??? 2004 | Marina La Portuale | 2 – 1 | Orlando Guasticce |  |

| ??? 2004 | Uzzanese | 4 – 1 | Tuttocuoio |  |

## Girone B

### Squadre partecipanti
| Squadra                        | Città                         |
| ------------------------------ | ----------------------------- |
| U.S. Castelnuovese             | Castelnuovo dei Sabbioni (AR) |
| U.S. Castiglionese             | Castiglion Fiorentino (AR)    |
| V.F.D. Colligiana              | Colle Val D'Elsa (SI)         |
| U.S. Fiesolecaldine            | Fiesole (FI)                  |
| A.S.D. Figline                 | Figline Valdarno (FI)         |
| G.S. Impavida                  | Vernio (PO)                   |
| A.C.D. Marino Mercato Subbiano | Subbiano (AR)                 |
| U.S. Montalcino                | Montalcino (SI)               |
| A.C. Montemurlo                | Montemurlo (PO)               |
| A.C. Monteriggioni A.S.D.      | Monteriggioni (SI)            |
| Poggibonsi                     | Poggibonsi (SI)               |
| U.S. Pontassieve               | Pontassieve (FI)              |
| A.C. Quarrata Olimpia A.S.D.   | Quarrata (PT)                 |
| U.S.D. Rignanese               | Rignano sull'Arno (FI)        |
| A.C. San Donato                | San Donato in Poggio (FI)     |
| A.C.V. Scandicci A.S.D.        | Scandicci (FI)                |
| A.C. Valdema                   | Grassina (FI)                 |

### Classifica finale
|  | Pos. | Squadra                 | Pt | G  | V  | N  | P  | GF | GS | DR  |
|  | ---- | ----------------------- | -- | -- | -- | -- | -- | -- | -- | --- |
|  | 1.   | Poggibonsi              | 70 | 32 | 21 | 7  | 4  | 56 | 16 | +40 |
|  | 2.   | Figline                 | 58 | 32 | 15 | 13 | 4  | 43 | 21 | +22 |
|  | 3.   | Montalcino              | 52 | 32 | 13 | 13 | 6  | 39 | 27 | +12 |
|  | 4.   | Fiesole Caldine         | 52 | 32 | 15 | 7  | 10 | 40 | 33 | +7  |
|  | 5.   | Quarrata Olimpia        | 51 | 32 | 13 | 12 | 7  | 43 | 41 | +2  |
|  | 6.   | Colligiana              | 51 | 32 | 13 | 12 | 7  | 40 | 26 | +14 |
|  | 7.   | Scandicci               | 51 | 32 | 14 | 9  | 9  | 42 | 36 | +6  |
|  | 8.   | Impavida Vernio         | 45 | 32 | 12 | 9  | 11 | 36 | 35 | +1  |
|  | 9.   | Marino Mercato Subbiano | 41 | 32 | 11 | 8  | 13 | 31 | 32 | -1  |
|  | 10.  | San Donato              | 38 | 32 | 9  | 11 | 12 | 32 | 33 | -1  |
|  | 11.  | Monteriggioni           | 37 | 32 | 7  | 16 | 9  | 37 | 39 | -2  |
|  | 12.  | Pontassieve             | 37 | 32 | 8  | 13 | 11 | 29 | 34 | -5  |
|  | 13.  | Valdema                 | 34 | 32 | 8  | 10 | 14 | 34 | 44 | -10 |
|  | 14.  | Montemurlo              | 31 | 32 | 7  | 10 | 15 | 30 | 44 | -14 |
|  | 15.  | Castiglionese           | 28 | 32 | 7  | 7  | 18 | 32 | 54 | -22 |
|  | 16.  | Rignanese               | 27 | 32 | 7  | 6  | 19 | 28 | 56 | -28 |
|  | 17.  | Castelnuovese           | 26 | 32 | 5  | 11 | 16 | 22 | 43 | -21 |

### Spareggi

#### Spareggio play-off
| Squadra 1        | Risultato | Squadra 2  |
| ---------------- | --------- | ---------- |
| Quarrata Olimpia | 2 - 1     | Colligiana |

| ??? 2004 | Quarrata Olimpia | 2 – 1 | Colligiana |  |

#### Play-off

##### Semifinale
| Squadra 1        | Totale | Squadra 2  | Andata | Ritorno |
| ---------------- | ------ | ---------- | ------ | ------- |
| FiesoleCaldine   | 2 - 4  | Montalcino | 2 - 2  | 0 - 2   |
| Quarrata Olimpia | 2 - 4  | Figline    | 0 - 1  | 2 - 3   |

andata
| ??? 2004 | FiesoleCaldine | 2 – 2 | Montalcino |  |

| ??? 2004 | Quarrata Olimpia | 0 – 1 | Figline |  |

ritorno
| ??? 2004 | Montalcino | 2 – 0 | FiesoleCaldine |  |

| ??? 2004 | Figline | 3 – 2 | Quarrata Olimpia |  |

##### Finale
| Squadra 1  | Risultato       | Squadra 2 |
| ---------- | --------------- | --------- |
| Montalcino | ? - ? (4-3 dcr) | Figline   |

| ??? 2004                                     | Montalcino           | ? – ? (d.t.s.) | Figline |  |
| \| \| \| \| \| \| Tiri di rigore 4 – 3 \| \| |                      |                |         |  |
|                                              |                      |                |         |  |
|                                              | Tiri di rigore 4 – 3 |                |         |  |

#### Play-out
| Squadra 1     | Totale | Squadra 2        | Andata | Ritorno |
| ------------- | ------ | ---------------- | ------ | ------- |
| Castiglionese | 1 - 3  | Jolly Montemurlo | 1 - 1  | 0 - 2   |
| Rignanese     | 2 - 1  | Valdema          | 1 - 1  | 1 - 0   |

andata
| ??? 2004 | Castiglionese | 1 – 1 | Jolly Montemurlo |  |

| ??? 2004 | Rignanese | 1 – 1 | Valdema |  |

ritorno
| ??? 2004 | Jolly Montemurlo | 2 – 0 | Castiglionese |  |

| ??? 2004 | Valdema | 0 – 1 | Rignanese |  |